# Sajanskaja solnetschnaja obserwatorija
Das Sajanskaja solnetschnaja obserwatorija (russisch Саянская солнечная обсерватория, engl. Sayan Solar Observatory, übersetzt Sajan-Sonnenobservatorium) ist ein astronomisches Observatorium, welches ursprünglich der Beobachtung der Sonne gewidmet war. Es liegt rund 10 km südöstlich der Ortschaft Mondy im Sajangebirge in 2000 Meter Höhe an der russisch-mongolischen Grenze von Burjatien. Die beiden größten Teleskope des Observatoriums sind Spiegelteleskope mit einem Spiegeldurchmesser von jeweils 1,6 Meter.

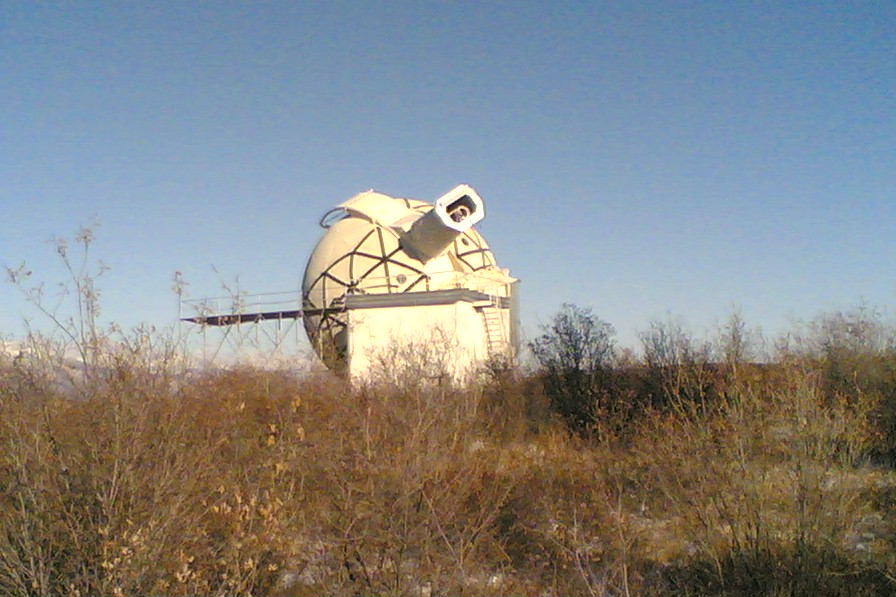
Koronograph mit einer Öffnung von 54 cm
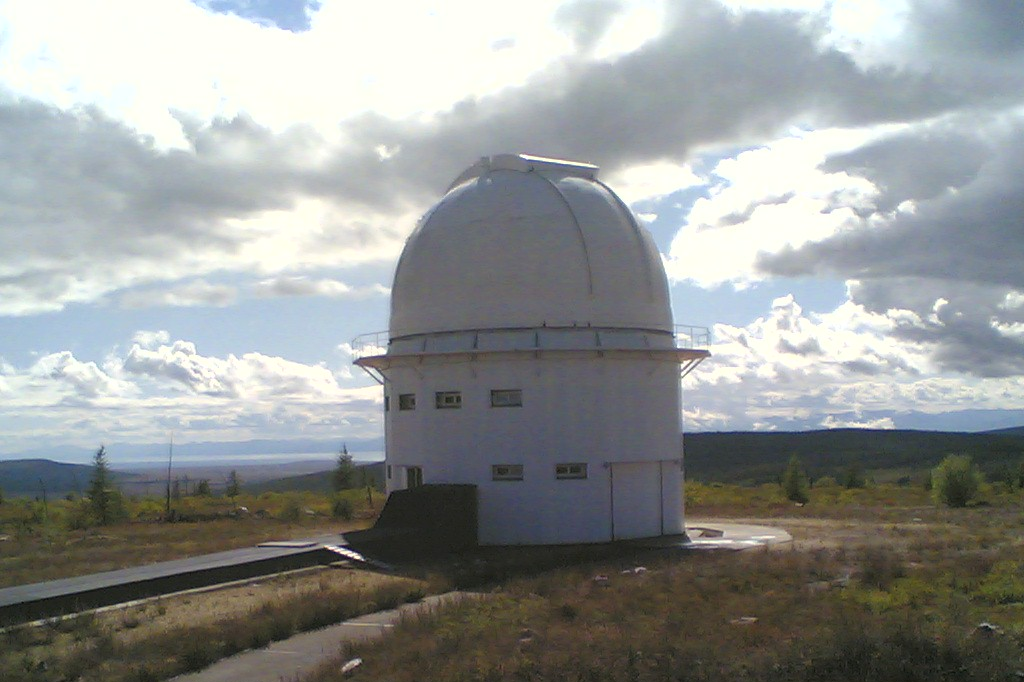
Dom eines der großen Spiegelteleskope
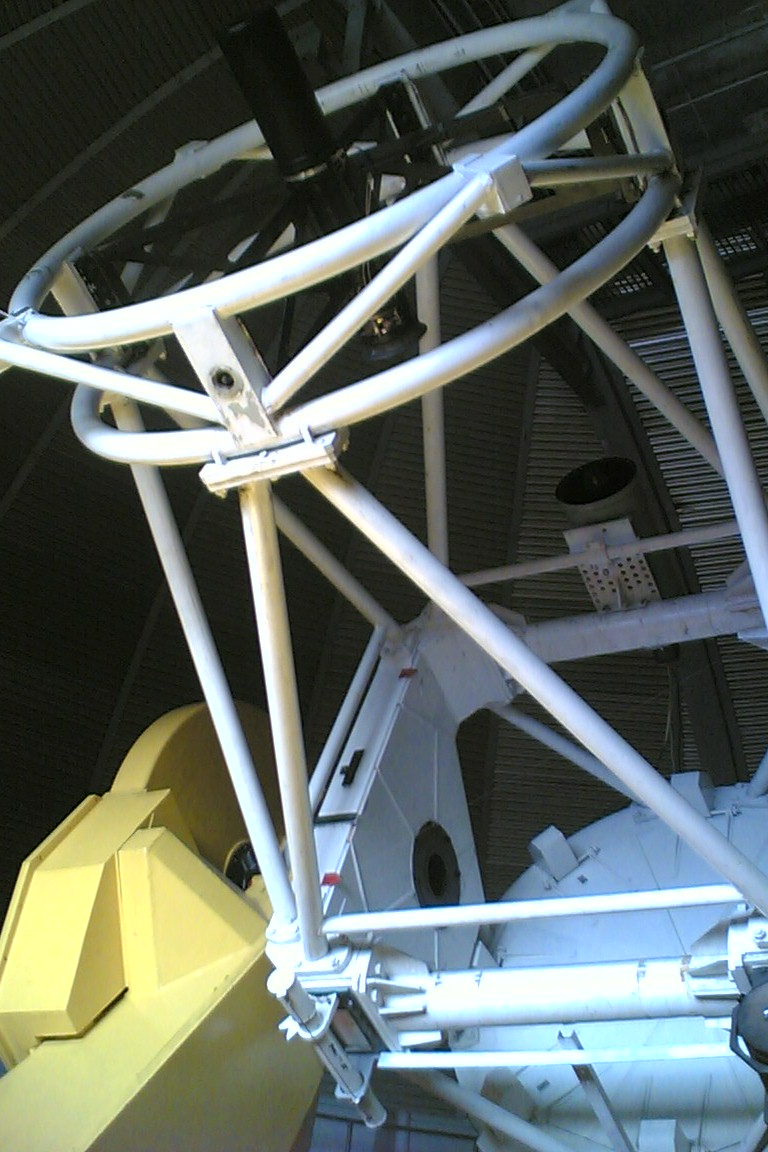
Spiegelteleskop im Inneren des Doms